# Sippar Sulcus
Il Sippar Sulcus è una struttura geologica della superficie di Ganimede.